# Salicales
Una única familia: Salicaceae. Árboles, arbustos y matas. Numerosos óvulos; 2 carpelos abiertos.
Es un sinónimo de Malpighiales.
- Datos: Q2186022
- Multimedia: Category:Salicales / Q2186022